# Verbascum comosum
Verbascum comosum är en flenörtsväxtart som beskrevs av Simk.. Verbascum comosum ingår i släktet kungsljus, och familjen flenörtsväxter. Inga underarter finns listade i Catalogue of Life.